# Fårösundsbron
Fårösundsbron är en tänkt broförbindelse mellan samhället Fårösund på ön Gotland och ön Fårö över sundet Fårösund. En bro skulle kunna få en längd på 1 500–2 000 meter, beroende på sträckning. 
Ett brobygge diskuterades redan i samband med den gotländska järnvägsutbyggnaden i början av 1900-talet, då i form av en järnvägsbro. Eftersom järnvägsutbyggnaden norrut aldrig nådde Fårösund utan stannade på 1920-talet i Lärbro minskade intresset för en järnväg till Fårö.
Broförslaget har sedan dess återkommit i form av en tänkt vägbro som skulle sträcka sig antingen från själva samhället Fårösund där färjeläget ligger till Fårö eller utanför Fårösund till Fårö. När militären under och efter andra världskriget byggde ut försvarsanläggningarna i trakten, ställde sig försvaret negativt till ett brobygge. Istället föredrog man från försvarets håll att om det över huvud taget skulle byggas en fast förbindelse, skulle denna byggas som en tunnel vilket skulle bli mycket dyrt och komplicerat med tanke på den gotländska kalkgrunden. Hela området var en militär skyddszon dit inga utlänningar hade tillträde med endast en stor semestertrafik på sommaren varför det heller inte ansågs väldigt nödvändigt att bygga en fast förbindelse.
När turismen på Gotland utvecklades, blev även trafiken till Fårö större. Detta betyder att det ofta är långa köer på vardera sidan om färjeläget på Fårö och i Fårösund på somrarna. Vägverket ville hålla nere kostnaderna genom att ta bort färjorna och eliminera trafikstockningarna på somrarna. I början av 1990-talet gav Försvarsmakten sitt godkännande till ett brobygge, och Vägverket kunde 1996 presentera en förstudie kring en eventuell Fårösundsbro. Den skulle bli nio meter bred och sträcka sig 1500 meter från Fårösund till Broa, vid färjeläget på Fårö. Kostnaden beräknades då till 270 miljoner kronor.
Lokalbefolkningen ställde sig dock kraftigt negativ till ett brobygge. Bland annat var man rädd att affärerna på ön skulle slås ut om det blev lättare att åka till fastlandet, man ville heller inte överexploatera ön, bron skulle göra färjearbetarna arbetslösa med flera argument. Till sist hölls en lokal folkomröstning i samband med riksdagsvalet 1998 som gav en förkrossande seger för Nej-sidan. Vägverket meddelade kort därpå att planerna för en eventuell Fårösundsbro var skrinlagda.
År 2013 verkade de flesta på ön stödja planerna på en bro. Trafikverket genomförde 2011–2012 en förstudie för ett brobygge, då med en kostnad på 662 miljoner. Förstudien finns med i Gotlands länsplan för 2010–2021. En viktig del av tänkt finansiering är lån som betalas med inbesparade färjekostnader. Det räcker dock inte och de ordinarie statliga väganslagen till Gotland har inte utrymme för en sådan bro så annan finansiering behövs.